# ميخائيل زاندبرغ
ميخائيل زاندبرغ (بالعبرية: מיכאל זנדברג‏) هو لاعب كرة قدم إسرائيلي في مركز نصف الجناح، ولد في 16 أبريل 1980 في رمات غان في إسرائيل. شارك مع منتخب إسرائيل تحت 18 سنة لكرة القدم ‏ ومنتخب إسرائيل تحت 21 سنة لكرة القدم ومنتخب إسرائيل لكرة القدم. أما مع النوادي، فقد لعب مع بيتار القدس ومكابي بتاح تكفا ومكابي حيفا ونادي بني يهودا تل أبيب وهابوعيل تل أبيب وهبوعيل حيفا.

## وصلات خارجية
- ميخائيل زاندبرغ على موقع الاتحاد الأوربي (الإنجليزية)
- ميخائيل زاندبرغ على موقع قاعدة بيانات كرة القدم.إي يو (الإنجليزية)
- ميخائيل زاندبرغ على موقع ناشيونال فوتبول تيمز (الإنجليزية)
- ميخائيل زاندبرغ على موقع Soccerway.com (الإنجليزية)
- ميخائيل زاندبرغ على موقع عالم كرة القدم.نت (الإنجليزية)